# Robert Quinault
Robert Quinault (né Robert-Henri-Désiré Quinaux à Paris 18e le 21 novembre 1887 et mort à Cagnes-sur-Mer le 8 mars 1973) est un danseur professionnel et maître de ballet français.

## Biographie
Robert Quinault entre à l'Opéra de Paris comme petit rat en 1893, y devient premier danseur puis maître de ballet. Il est aussi premier danseur à l'Opéra-Comique.
Il dirige le ballet Les Jouets au théâtre du Rex à Paris en 1934, dont les costumes et les décors sont de René Gontran Ranson. C'est sur cette scène qu'en compagnie de la danseuse étoile Renée Piat il interprète la danse de la « poupée d'Arlequin », un de ses plus brillants succès[réf. nécessaire].
Le 27 avril 1934, avec son école de danse, Robert Quinault anime le divertissement qui suit le dîner du Cornet, société artistique et littéraire fondée en 1896, présidé par René Gontran Ranson.
Mais sa réputation est internationale, il est par exemple la vedette des Ziegfield Follies aux États-Unis.
Robert Quinault fut surnommé le « Nijinski français »[réf. nécessaire].

## Filmographie
- 1925 : Nantas
- 1934 : Flofloche
- 1937 : La Danseuse rouge